# Gerhard Siegel
Gerhard Siegel (1963) es un tenor alemán de ópera.

## Biografía
Nace en Trostberg, estado de Alta Baviera (Alemania). Aunque empezó a estudiar trompeta, pronto cambió a canto en donde fue alumno de Liselotte Becker-Egner en el conservatorio de Augsburgo. En 1999 comienza a colaborar por la Ópera de Núremberg y perteneció a los cuerpos estables hasta 2006 en que comienza su carrera en solitario.
En Núremberg consigue convertirse en uno de los mejores intérpretes wagnerianos de su generación. De la tetralogía de El anillo del nibelungo de Richard Wagner han cantado Loge, Sigfrido, Siegmund y Mime. Otros personajes wagnerianos en su repertorio son Walther von Stolzing de Los maestros cantores de Núremberg o el rol homónimo de Parsifal. Es un cantante habitual de Festival de Bayreuth.
Además, también ha conseguido grandes éxitos en repertorio alemán como Herodes en Salomé de Richard Strauss, el capitán en Wozzeck de Alban Berg, Florestan en Fidelio de Ludwig van Beethoven. También ha frecuentado el repertorio eslavo como Shuisky en Boris Godunov de Modest Músorgski, Laca de Jenufa de Leos Janacek o Sergej de Lady Macbeth de Mtsenk de Dmitri Shostakóvich.
Gerhard Siegel participó en 2009 en el estreno mundial de la ópera de Leonardo Balada Faust-Bal en el Teatro Real de Madrid. Otros cosos operísticos en donde Siegel ha actuado son como la Ópera de Viena, el Metropolitan de Nueva York, la Royal Opera House, el Teatro de la Moneda de Bruselas, el Concertgebouw de Ámsterdam o la Ópera de Múnich.